# Sibirisches Herzgespann
Das Sibirische Herzgespann (Leonurus sibiricus) ist eine Pflanzenart in der Familie der Lippenblütler (Lamiaceae). Weitere Trivialnamen sind Marihuanilla (von „Marijuanillo“ spanisch direkt übersetzt „kleiner Hanf“), Sibirischer Löwenschwanz, Sibirisches Mutterkraut.

## Beschreibung

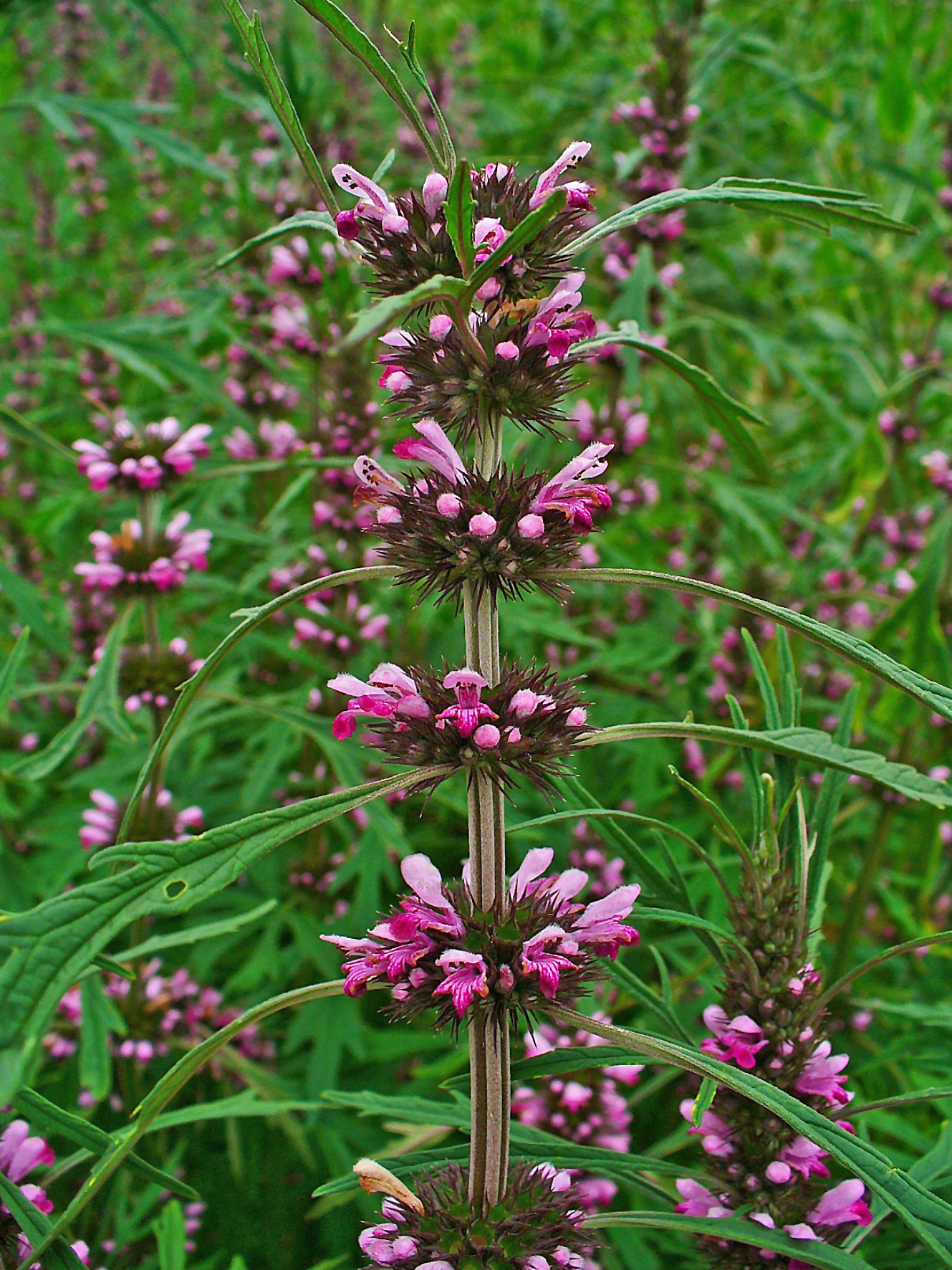
Blütenstand mit den Scheinquirlen, in denen die Blüten dicht zusammen stehen.

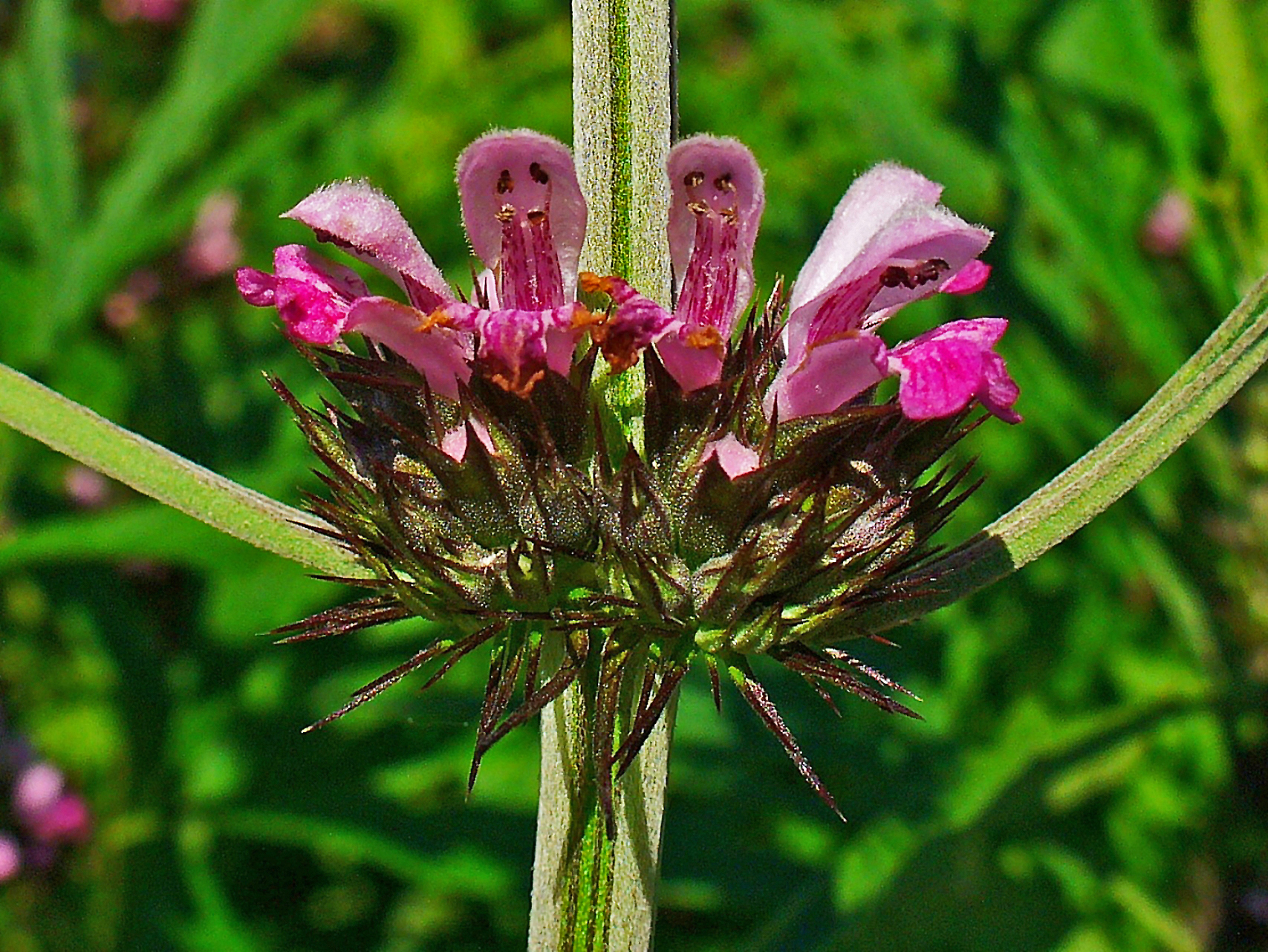
Scheinquirl mit zygomorphen Blüten im Detail.

### Erscheinungsbild und Laubblatt
Das Sibirische Herzgespann wächst als ein- oder zweijährige krautige Pflanze und erreicht Wuchshöhen von 20 bis 80 cm. Die aufrechten, kantigen Stängel sind borstig behaart. Die unteren Laubblätter fallen früh ab. Die gegenständig am Stängel angeordneten Laubblätter sind in Blattstiel und Blattspreite gegliedert. Der Blattstiel der mittleren Laubblätter weist eine Länge von etwa 2 cm auf. Die einfache Blattspreite ist bei einer Länge von etwa 5 cm und einer Breite von etwa 4 cm eiförmig und zweifach fiederteilig mit breit keilförmiger Spreitenbasis. Die drei Blattlappen sind schmal länglich-rhombisch und jeweils wieder dreiteilig mit bei einer Breite von 1 bis 3 mm linealen Abschnitten. Die Blattflächen sind spärlich borstig behaart und auf der Blattunterseite sind Drüsen sowie gelblich-weiße Blattadern vorhanden.

### Blütenstand und Blüte
Die Blütezeit reicht von Juli bis September. Mehrere Scheinquirle, die einen Durchmesser von 3 bis 3,5 cm aufweisen, stehen in einigem Abstand am Stängel übereinander und enthalten viele dicht zusammenstehende Blüten. Die laubblattähnlichen Hochblätter sind gestielt und ihre Blattspreiten sind fast rhombisch, deutlich fiederteilig mit drei bei einer Breite von 1 bis 2 mm linealen Blattlappen. Die borstig behaarten Deckblätter sind zurückgebogen sowie stachelig und bei einer Länge von 4 bis 6 mm kürzer als der Kelch.
Die ungestielten, zwittrigen Blüten sind zygomorph und fünfzählig. Die fünf 8 bis 9 mm langen Kelchblätter sind röhrig-glockenförmig verwachsen und undeutlich zweilippig; sie sind an ihre Mitte dicht weich, ansonsten angedrückt flaumig behaart. Die fünf weißen oder rötlichen bis purpurroten Kronblätter bilden eine etwa 1,8 cm lange zweilippige Krone. Die etwa 9 mm lange, kahle Kronröhre besitzt innen schuppigen Ring. Der Schlund ist außen dicht borstig behaart und innen kahl. Die längliche, gerade, konkave etwa 10 mm lange und etwa 5 mm breite Oberlippe besitzt einen glatten Rand. Die Unterlippe ist 3/4 so lang wie die Oberlippe. Die etwa 7 mm lange und etwa 5 mm breite Oberlippe und besitzt eine verkehrt-herzförmige Mittellappen mit verengter Basis, häutigem Rand und ausgerandetem oberen Ende; die Seitenlappen sind eiförmig. Die fast geraden Staubblätter besitzen spärlich beschuppte Staubfäden; es ist ein unteres kurzes und ein oberes langes Staubblattpaar vorhanden.

### Frucht
Die etwa im September reifenden Klausenfrüchte zerfallen in vier Teilfrüchte. Die braunen Teilfrüchte sind bei einer Länge von etwa 2,5 mm länglich mit keilförmiger Basis und gestutztem oberen Ende.

### Chromosomenzahl
Die Chromosomenzahl beträgt 2n = 18 oder 20.

## Inhaltsstoffe und medizinische Wirkungen
An Inhaltsstoffen sind Alkaloide wichtig: Leonurinin, Leonuridin, Stachydrin, Leuronurin. Außerdem Prehispanolon, Cycloleonurinin, Leoheterin und Preleoheterin.
An medizinische Wirkungen wurden nachgewiesen: als Wehenmittel, blutdrucksenkend, antikarzinogen, antibakteriell, wirkt als Thrombozytenaktivierungsfaktor-Antagonist und gerinnungshemmend.
Getrocknete Pflanzenteile des Sibirischen Löwenschwanz  befinden sich laut Herstellerangaben teilweise auch in Kräutermischungen der Droge Spice. Untersuchungen ergaben aber, dass in diesen Kräutermischungen nicht die aufgeführten Pflanzen, sondern synthetische Cannabinoide enthalten sind.

## Vorkommen
Das natürliche Verbreitungsgebiet umfasst Sibirien (die russischen Gebiete Altai und Ost-Sibiriien, Dauria), die Mongolei und China. In den chinesischen Provinzen Hebei, Nei Monggol, Shaanxi und Shanxi gedeiht das Sibirische Herzgespann auf steinigen oder sandigen Grasländern und Kiefernwäldern in Höhenlagen zwischen 0 und 1500 Meter.

## Systematik
Die Erstveröffentlichung von Leonurus sibiricus erfolgte 1753 durch Carl von Linné in Species Plantarum, Band 2, S. 584. Ein Homonym ist Leonurus sibiricus Schangin Neueste Nordische Beytrage zur physikalischen und geographischen Erd- und Völkerbeschreibung, Naturgeschichte und Oekonomie, Band 6, 1789, S. 97. Synonyme für Leonurus sibiricus L. sind: Leonurus manshuricus Yabe, Leonurus sibiricus var. grandiflora Benth. Man beachte: oft erfolgt eine Verwechslung: Leonurus sibiricus auct. pl. ist ein Synonym von Leonurus japonicus Houtt., dem Chinesischen Herzgespann.